# Epidendreae
Epidendreae — триба квіткових рослин підродини Epidendroideae родини орхідних (Orchidaceae). Включає понад 6000 видів у 80 родах. Поширені в Неотропіці.

## Класифікація
Триба ділиться на 6 підтриб:
- Bletiinae
- Chysinae
- Coeliinae
- Laeliinae
- Pleurothallidinae
- Ponerinae